# Kleinmeinharts
Kleinmeinharts ist eine Ortschaft in Niederösterreich und eine Katastralgemeinde der Stadtgemeinde Zwettl-Niederösterreich. Am 1. Jänner 2024 hatte die Ortschaft 90 Einwohner auf einer Fläche von 1,42 km².

## Geografie
Kleinmeinharts liegt in einer Entfernung von etwa sieben Kilometern Luftlinie westlich des Stadtzentrums von Zwettl und ist durch den Postbus im Ortszentrum mit dem österreichischen Überlandbusnetz verbunden.
Das Gemeindegebiet grenzt nördlich an die Katastralgemeinden Rosenau Schloss und Guttenbrunn, im Osten an Jahrings und westlich an die zur Stadtgemeinde Groß Gerungs gehörende Katastralgemeinde Oberneustift.

## Geschichte
Der Ort wurde um 1260/80 als Minhartes zum ersten Mal urkundlich erwähnt. Der Name bedeutet „Siedlung eines Mannes mit dem Namen Minhart“.
Laut Adressbuch von Österreich waren im Jahr 1938 in Kleinmeinharts eine Schneiderin, ein Schuster, ein Tischler, eine Viktualienhändlerin und einige Landwirte ansässig.